# Segrest aeri

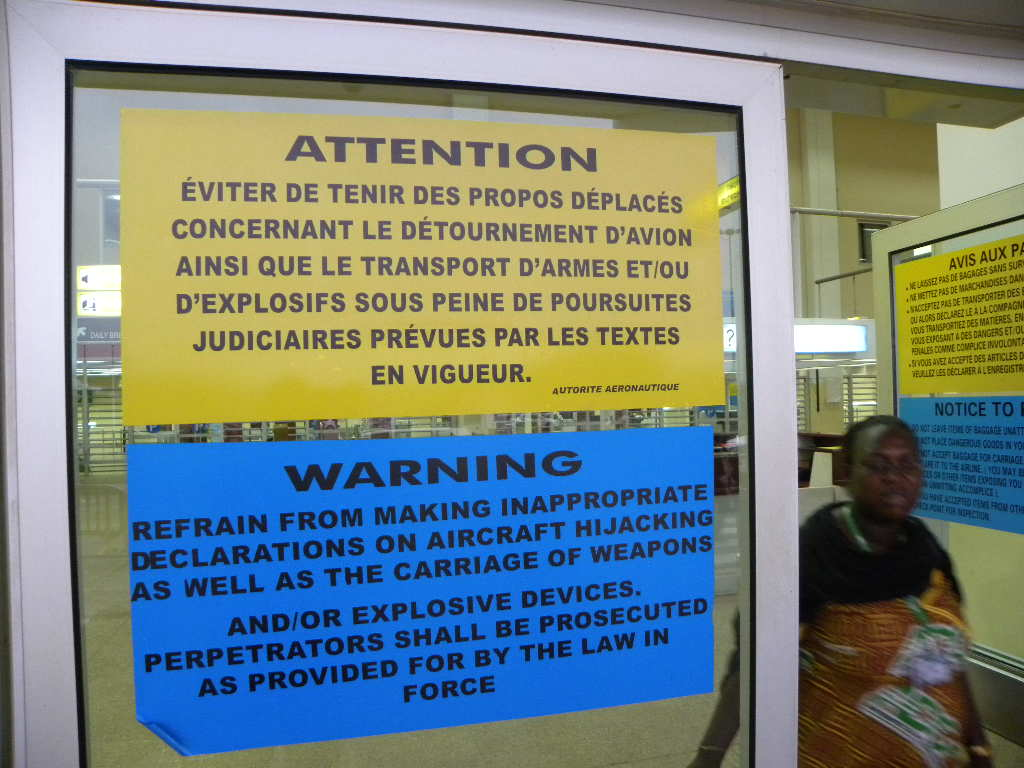
Cartell d'avís en un aeroport de la República Centreafricana

Un segrest aeri és una acció il·legal, sovint de caràcter terrorista, que consisteix a prendre control d'una aeronau per la força, sia emprant armes o amenaçant de fer-ho. Durant molt de temps, en la majoria de casos els segrestadors pretenien portar l'aeronau a una destinació diferent de la prevista, per exemple, per demanar asil polític en un país, però des de finals del segle XX el trànsit aeri s'ha convertit en un objectiu important per a grups terroristes. En el cas dels atemptats de l'11 de setembre del 2001, els terroristes assumiren directament el control de quatre avions i n'estavellaren dos contra les Torres Bessones de Nova York, un contra el Pentàgon i l'últim en un camp de Pennsilvània després que els passatgers intentessin recuperar-ne el control.